# Dufourea yunnanensis
Dufourea yunnanensis är en biart som beskrevs av Wu 1990. Dufourea yunnanensis ingår i släktet solbin, och familjen vägbin. Inga underarter finns listade i Catalogue of Life.